# Sposób na Szekspira
Sposób na Szekspira – film dokumentalny w reżyserii Ala Pacino.

## Obsada
- Al Pacino – Ryszard III/On sam
- Winona Ryder – Lady Anne
- Harris Yulin – Król Edward/On sam
- Alec Baldwin – Clarence
- Kevin Spacey – Buckingham
- Larry Bryggman – Lord Stanley
- Penelope Allen – Królowa Elżbieta
- Timmie Prairie – Książę Edward
- Estell Parsons – Królowa Margaret

## Opis fabuły
Al Pacino zamartwia się, iż Amerykanie w ogóle nie czytają Szekspira. Dlatego przemierza ulicę, by zachęcić ludzi do przeczytania Ryszarda III. Zbiera grupę przyjaciół i razem z nimi tworzy sztukę w taki sposób, by zachęcić przeciętnego Amerykanina do sztuk Szekspira.

## Nagrody
- Nagroda Amerykańskiej Gildii Reżyserów Filmowych – DGA (Dla Ala Pacino)
- Nagroda Amerykańskiego Stowarzyszenia Montażystów – Eddie (Dla montażystów)
- Nominacja Międzynarodowego Festiwalu Sztuk Autorów Zdjęć Filmowych Camerimage – Do Złotej Żaby (Dla Roberta Leacocka)